# Dinosaur Comics

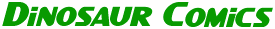
Logo des Dinosaur Comics

Dinosaur Comics ist ein Webcomic des Kanadiers Ryan North. Der Comic ist ein Beispiel für einen „Constrained Comic“.
Jeder einzelne Comic besteht (mit wenigen Ausnahmen) aus stets denselben Panels (Bildern), es ändert sich jeweils nur der Dialog. Der Webcomic nimmt einmal Bezug auf The Angriest Dog in the World, einen Comicstrip des Regisseurs David Lynch, der ähnlich aufgebaut ist.
Die erste Folge erschien am 1. Februar 2003, Dinosaur Comis erscheint seitdem durchgehend wochentags. Zudem erschien er zwischenzeitlich in kleineren Printmedien.

## Inhalt
Es entwickelt sich stets ein Dialog der Hauptcharaktere, allesamt Dinosaurier (ein Tyrannosaurus Rex, ein Utahraptor und ein Dromiceiomimus, die Artbezeichnungen dienen hier auch als Eigennamen), andere Charaktere (beispielsweise Gott oder Edgar Allan Poe) mischen sich gelegentlich von außerhalb der gezeigten Bilder ein. Der Dialog folgt häufig einem „dialektischen“ Aufbau: T-Rex präsentiert eine These, die anschließend von den anderen demontiert wird. Dabei wird ein breites Themenspektrum behandelt, beispielsweise kulturwissenschaftliche Themen oder Werterelativismus, aber auch popkulturelle wie Rap.
Ein Blockhaus, ein Auto und eine Frau, die sich stets unter dem Fuß des T-Rex befinden, spielen inhaltlich eine untergeordnete Rolle.

## Grafischer Stil
Das Artwork besteht aus einer relativ groben Rastergrafik, einzelne Pixel sind gut erkennbar, die Farbschattierungen bestehen meist nur aus wenigen Abstufungen. Der Hintergrund ist stets weiß, es gibt keine Horizontlinie oder andere Strukturelemente.

## Rezeption
Dinosaur Comics wurde weithin wahrgenommen und erhielt einige Auszeichnungen. So zählte die Website The Webcomics Examiner den Comic zu den besten Webcomics der Jahre 2004 und 2005.
Im Jahr 2005 erhielt er außerdem den Web Cartoonists' Choice Award für einen Hervorstechenden Anthropomorphen Comic (Outstanding Anthropomorphic Comic). Die Website Cracked.com wählte ihn unter die „Acht lustigsten Webcomics“.
Weiterhin entstand eine gelegentliche Zusammenarbeit mit Autoren anderer beliebter Webcomics (beispielsweise xkcd oder a softer world).